# 이서현 (1990년)
이서현(1990년 5월 12일 (음력 4월 18일) ~ )은 대한민국의 가수다. 2021년 싱글 앨범 [Time Goes By]로 데뷔했다.

## 방송
- 보이스퀸 (2019) - Top80
- 미스 골프 스타 (2021)[1] - Top28(20위)

## 음반
- Time goes by (2021)
- 바람 (2023)
- Hey (2023)

## 공연
- 새별 힐링축제 쉼 그리go - 제주 (2021)